# Tyana
Tyana o Tyanna (in greco Τύανα?, ittita: Tuwanuwa) fu un'antica città della Cappadocia, nell'attuale Turchia centro-meridionale. Fu capitale del regno neo-ittita di lingua luvia nel I millennio a.C., poi la sua storia proseguì fino al X secolo, quando cadde in rovina.

## Storia
Tyana è la città che negli archivi ittiti viene chiamata Tuwanuwa. Durante il periodo dell'impero ittita, a metà del II millennio a.C., Tuwanuwa fu tra i principali insediamenti della regione con Hupisna, Landa, Sahasara, Huwassana e Kuniyawanni. Questa regione dell'Anatolia centro-meridionale era chiamata Terre Basse nelle fonti ittite, e la sua popolazione era principalmente di lingua luvia. Dopo il collasso dell'impero ittita, Tuwanuwa/Tuwana fu un'importante città dei regni neo-ittiti indipendenti. Non è chiaro se all'inizio fosse stata soggetta al regno di Tabal posto a nord, ma di sicuro alla fine dell'VIII secolo a.C. fu un regno indipendente governato da un re di nome Warpalawa (Urballa nelle fonti assire). Questo re appare in numerose iscrizioni geroglifiche luvie rinvenute nella regione, tra cui una monumentale roccia scolpita ad Ivriz. Warpalawa viene citato anche nei testi assiri col nome di Urballa, primo di una lista di tributari del re assiro Tiglatpileser III, ed in seguito in una lettera di Sargon II.. A Warpalawa successe probabilmente il figlio Muwaharani, il cui nome appare in un altro monumento a Niğde.

### Periodi greco e romano
Nella leggenda greca, la città fu dapprima chiamata Thoana dato che Thoas, un re trace, ne era ritenuto il mitico fondatore. Si trovava in Cappadocia, ai piedi del monte Tauro e vicino alle Porte Cilicie (Strabone, XII, 537; XIII, 587).
Senofonte la cita nel suo libro Anabasi col nome di Dana, descrivendola come grande e prospera città. La pianura che la circonda prendeva da lei il nome di Tyanitis/Tianitide.
Era considerata il luogo di nascita del celebre filosofo (secondo alcuni santo, dio o mago) Apollonio di Tiana nel I secolo d.C.. Ovidio (Le metamorfosi, VIII) ambienta nelle sue vicinanze la storia di Filemone e Bauci.
Sotto l'imperatore romano Caracalla la città divenne Antoniana colonia Tyana. Dopo essersi schierata con la regina Zenobia di Palmira, fu conquistata da Aureliano nel 272, il quale non permise ai propri soldati di saccheggiarla perché, si disse, Apollonio gli sarebbe apparso chiedendo che la città fosse risparmiata.

### Periodi tardo romano e bizantino
Nel 372 l'imperatore Valente divise in due la provincia della Cappadocia, e Tyana divenne la capitale e metropoli della Cappadocia Secunda. Nella tarda antichità la città era nota anche come Christoupolis (in greco Χριστούπολις?, Christoupolis, "città di Cristo").
In seguito all'espansione islamica ed alla creazione della frontiera tra impero bizantino e califfato lungo il Tauro, Tyana divenne militarmente importante grazie alla sua posizione strategica sulla strada che univa Cilicia e Siria tramite le porte della Cilicia, poste circa 30 km a sud. In seguito la città fu frequentemente bersaglio di razzie musulmane. La città fu prima saccheggiata dagli Omayyadi dopo un lungo assedio nel 708, e poi rimase deserta per qualche tempo prima di essere ricostruita. Fu conquistata di nuovo dal califfo abbaside Hārūn al-Rashīd nell'806. Harun iniziò a trasformare la città in una base militare, e vi costruì una moschea, per poi evacuarla quando l'imperatore bizantino Niceforo I ebbe comprato la pace.
La città fu di nuovo conquistata e saccheggiata dagli Abbasidi di Al-Abbas ibn al-Ma'mun nell'831. Abbas ricostruì il sito tre anni dopo come colonia militare abbaside, in preparazione del piano di conquista di Bisanzio deciso dal califfo al-Maʾmūn, ma dopo l'improvvisa morte di Ma'mun nell'agosto dell'833 la campagna militare fu abbandonata dal successore al-Mu'tasim, e la città mezzo ricostruita fu razziata di nuovo.
La città cadde in declino dopo il 933, quando sparì la minaccia araba. Le rovine di Tyana si trovano presso Kemerhisar, 5 km a sud di Niğde. Vi sono resti di un acquedotto romano e di catacombe e grotte sepolcrali.

## Storia ecclesiastica
Nel 372 l'imperatore Valente creò la provincia di Cappadocia Secunda, di cui Tyana divenne la metropoli. Questo fece nascere una violenta discussione tra Antimo, vescovo di Tyana, e san Basilio Magno, ognugno dei quali voleva avere più sedi suffraganee possibili. Attorno al 640 Tyana ne aveva tre, e la situazione non era cambiata nel X secolo.
La città continuò ad essere citata come sede di un vescovato nel 1143, quando il metropolita Basilio accusò due vescovi suoi sottoposti, Leonzio di Balbissa e Clemente di Sasima, innanzi al Patriarca di Costantinopoli, di essere eretici bogomili. Nel 1364 viene citato ancora un metropolita di Tyana. 
Le Quien cita 28 vescovi di Tyana, tra cui:
- Eutychius, a Nicea nel 325
- Antimo, rivale di san Basilio
- Aetherius, a Costantinopoli nel 381
- Teodoro, amico di san Giovanni Crisostomo
- Eutherius, partigiano di Nestorio, deposto ed esiliato nel 431
- Ciriaco, monofisita severiano

Nel maggio del 1359 Tyana aveva ancora un metropolita, e nel 1360 il metropolita di Cesarea se ne assicurò l'amministrazione. A partire da questo momento la sede fu vacante.
Infine, nel 1370 la sede vescovile della località venne accorpata a quella di Cesarea di Cappadocia (Kayseri).

## Gli scavi
Dal 2001, grazie a una collaborazione tra il prof. Asım Tanış e l'Università di Venezia e Padova, furono intrapresi gli scavi archeologici nell'antica città di Tyana (attuale Kemerhisar) e successivamente, in seguito ad una nuova collaborazione con l'Università di Pavia, iniziarono gli scavi nella Tyanide presso il sito archeologico di Kınık Höyük.